# توماس کاسترو پونس
توماس کاسترو پونس (انگلیسی: Tomás Castro Ponce؛ زادهٔ ۳ مارس ۲۰۰۱) بازیکن فوتبال اهل آرژانتین است.